# Marquain
Marquain is een dorp in de Belgische provincie Henegouwen en een deelgemeente van de Waalse stad Doornik. Marquain was een zelfstandige gemeente, tot die bij de gemeentelijke herindeling van 1977 toegevoegd werd aan de gemeente Doornik.

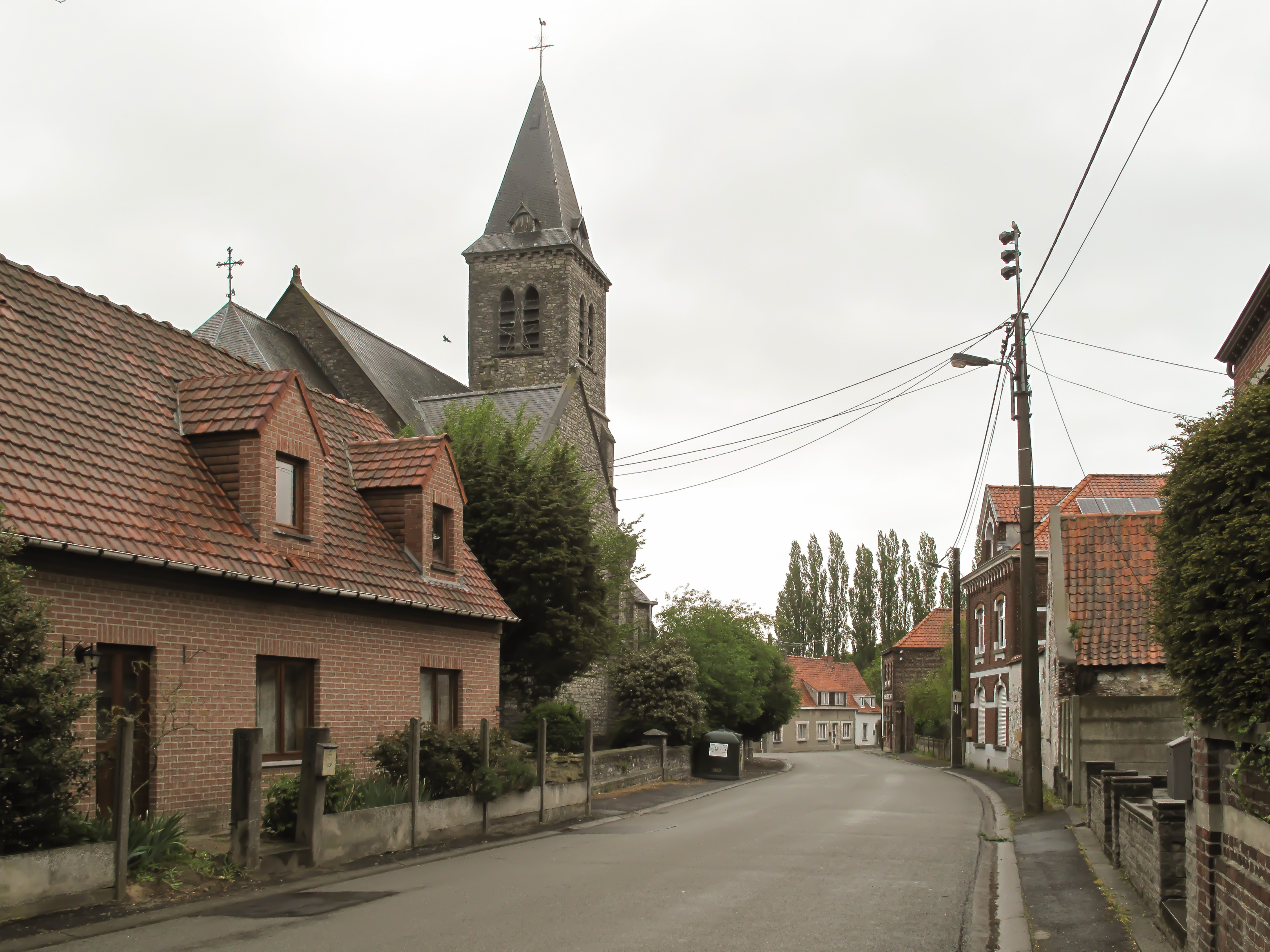
Dorpscentrum met Église Saint-Amand

## Bezienswaardigheden
- Het Château du Ray, een classicistisch kasteel uit einde 18e eeuw.
- De Moulin de Marquain, een windmolenrestant.
- De Sint-Amanduskerk (Église Saint-Amand), een neogotisch kerkgebouw in Doornikse steen, herbouwd in 1924 naar verwoesting door oorlogsgeweld.

## Natuur en landschap
Marquain ligt op een hoogte van 43 meter. Ten zuiden van de kom ligt, bij het gehucht La Pannerie, een geïsoleerde heuvel met een top van 90 meter hoogte. 

## Demografische ontwikkeling
- Bronnen:NIS, Opm:1831 tot en met 1970=volkstellingen

## Politiek
Marquain had een eigen gemeentebestuur en burgemeester tot de fusie van 1977. 

### Burgemeesters
| Tijdspanne | Tijdspanne  | Burgemeester        |
| ---------- | ----------- | ------------------- |
|            | 1821 - 1826 | Léon Mazurelle      |
|            | ...         |                     |
|            | 1849 - 1871 | Constantin Leuridan |
|            | ...         |                     |
|            | 1919 - 1921 | Pierre Dubrunfaut   |
|            | ...         |                     |
|            | 1927 - 1946 | Louis Leuridan      |
|            | ...         |                     |
|            | 1965 - 1977 | Louis Leuridan      |

## Verkeer en vervoer
Door het noorden van Marquain loopt de autosnelweg A8/E42, waar via het Knooppunt Marquain de A17/E403 op aansluit.